# Leuth (Nettetal)
Leuth, ein Stadtteil von Nettetal im Kreis Viersen in Nordrhein-Westfalen und ein Grenzdorf bei Venlo (Niederlande) ist ein staatlich anerkannter Erholungsort. Die Netteseen (Poelvenn, Schrolick, Wittsee) gehören zu Leuth und prägen gemeinsam mit dem Heide- und Waldgebiet Venloer Heide das Ausflugsgebiet in Nettetal und die vom Königsbach gespeiste „Kälberweide“ mit 3,5 ha Wasserfläche. 
Auf dem Gebiet von Leuth liegen auch der alte Grenzübergang „Schwanenhaus“, der „Grüne Grenzübergang Tor 9“ (ein Tor des ehemaligen Fliegerhorstes Venlo-Herongen) und der nördliche Beginn der Bundesautobahn 61. Er geht am Grenzübergang Heidenend in die niederländische A 74 über.

## Geschichte
Die älteste erhaltene urkundliche Erwähnung stammt aus dem Jahre 1251. Das dörfliche Bild des bis ins 19. Jahrhundert bäuerlich geprägten Ortes ist weitgehend erhalten. Der Ortskern, die „Kircheninsel“, ist denkmalgeschützt.
Leuth lag jahrhundertelang an der Südgrenze des Herzogtum Geldern (Amt Krickenbeck) zum Herzogtum Jülich.
Leuth gehörte bis 1930 zum Bistum Münster und seit 1930 zum Bistum Aachen. Die Geschichte des Ortes ist verbunden mit der Geschichte der Herren von Krickenbeck, später Grafen von Schaesberg. Die Herren von Krickenbeck regulierten bereits im 13. Jahrhundert den Lauf der Nette und ließen dort Wassermühlen errichten. Gut erhalten ist die Leuther Mühle.
siehe auch Burg Alt Krickenbeck
Von 1798 bis 1814 stand Leuth unter französischer Herrschaft. Während dieser Zeit bildete Leuth eine Mairie nach französischem Vorbild und gehörte zum Kanton Wankum im Arrondissement Kleve des Rur-Departements. Nachdem 1814 der gesamte Niederrhein auf dem Wiener Kongress dem Königreich Preußen zugeschlagen wurde, kam Leuth zum neuen Kreis Geldern. Aus der Mairie Leuth der Franzosenzeit wurde die preußische Bürgermeisterei Leuth. 1929 wechselte Leuth in den Kreis Kempen-Krefeld und seit 1975 gehört es als Teil von Nettetal zum Kreis Viersen.
Die katholische Pfarrkirche St. Lambertus ist eine dreischiffige Backsteinhallenkirche mit polygonalem Chor (Vincenz Statz, 1860/61) und vorgestelltem Westturm des 15. Jahrhunderts (1650/51 neu ummantelt). Sie ist Mittelpunkt des inselartigen Kerns von Leuth zusammen mit einigen benachbarten Hofanlagen und den umgebenden Frei- und Wegeflächen (Kirchhof, Fußwegen) und prägt die Silhouette des Dorfes.
1664 wurde das alte Pfarrhaus (Johann-Finken-Str. 2) errichtet.
Bis Mitte des 19. Jahrhunderts war der Kirchhof der Friedhof für Leuth. 1850 wurde, wie damals wegen neuer hygienischer Erkenntnisse üblich, ein neues Friedhofsgelände außerhalb des alten Ortskerns erworben; es wird seit 1860 genutzt. Auf dem Kirchhof (umgeben von einer Backsteinmauer) gibt es noch einige Grabsteine aus dem 17. und 18. Jahrhundert.
Mitte des 19. Jahrhunderts wurde das Pfarrhaus ausgebaut (zweigeschossiger Backsteinvorbau). 1870/71 begann der Kulturkampf zwischen dem Deutschen Kaiserreich und der katholischen Kirche in Deutschland. Der am 4. Oktober 1870 zum Bischof von Münster geweihte Johann Bernhard Brinkmann lebte als „Bekennerbischof“ offiziell in den Niederlanden und de facto von 1871 bis 1878 in diesem Pfarrhaus.
Das ehemalige Rathaus/Bürgermeisteramt von Leuth (Dorfstraße 83) ist ein zweigeschossiges Backsteingebäude in fünf Achsen mit Holzblockgewänden und dunkelgrau gedecktem Krüppelwalmdach direkt neben der Kirche. In der mittleren Achse befindet sich ein Tordurchgang mit Blausteintreppe zum dahinterliegenden Kirchhof. Eine seitliche Tordurchfahrt vermittelt zum Nachbargebäude Dorfstraße 84, mit dem zusammen es einen kleinen Platz rahmt.
Das Pfarrhaus hat seitlich einen eingeschossigen Wirtschaftsflügel mit Krüppelwalm zur Straße hin. Vor dem Haus ist ein kleiner Wirtschaftshof, in den auf der anderen Seite ein Vorbau des Haupthauses mit Zinnen als Dachabschluss ragt.
Der Neyenhof (Johann-Finken-Str. 4) ist ein eingeschossiges Hallenhaus aus dem 18. Jahrhundert aus Backstein. Im Osten zwei korbbogige Einfahrten und die alte Fensteraufteilung, sie wurden im Zuge von Umbaumaßnahmen der 1980er Jahre wiederhergestellt. Langgestreckter Baukörper entlang des Fußwegs zur Kirche, hat ein großflächiges, markantes Satteldach. Sie sind Zeugnis einer landschaftstypischen Hausform, das zusammen mit dem Pfarrheim und der Kirche den östlichen Teil des Kirchenbereichs prägt. Der Hof war 400 Jahre lang Leibbesitz der Leuther Pfarrer.
Gegenüber der Kirche liegt ein großes zweigeschossiges Gebäude (Dorfstraße 81). Ein breites Geschossgesims an der Fassade betont die Horizontale. Nach örtlichen Quellen war es um 1870 Hotel zur Post und wurde um 1880 als Pferdepoststation genannt.

### Eingemeindung
Leuth wurde zum 1. Januar 1970 nach Nettetal eingemeindet (Gesetz zur Neugliederung des Kreises Kempen-Krefeld und der kreisfreien Stadt Viersen).

## Politik

### Wappen

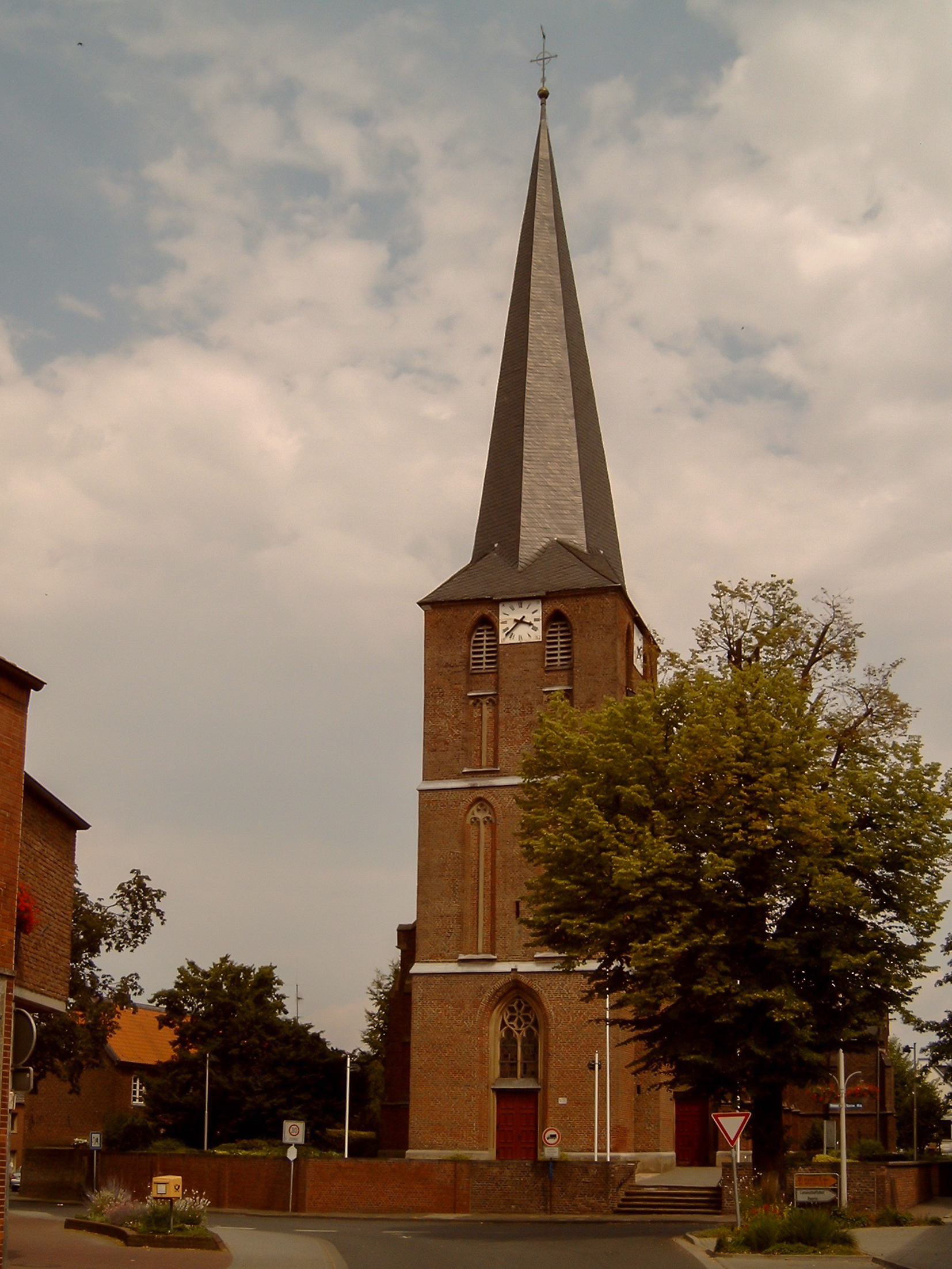
Leuth, Kirche

Das 1955 verliehene Wappen der früheren Gemeinde Leuth geht auf das Leuther Schöffensiegel des 17. Jahrhunderts zurück und zeigt den Pfarrpatron St. Lambertus mit der Lilie der Herren von Krickenbeck.

## Infrastruktur
Grundschule, Kindergarten, kath. Pfarrkirche, Spiel- und Bolzplätze, Fußballplatz, Sporthalle, mehrere Restaurants/Gaststätten und Ferienwohnungen.

## Tourismus
Leuth liegt im 435 km² großen Naturpark Schwalm-Nette (NSN). Der NSN ist Teil des 870 km² großen grenzüberschreitenden Naturparks Maas-Schwalm-Nette.
Beide bieten zahlreiche Wanderwege, Radwege und andere touristische Angebote; ebenso die „Venloer- und Groote Heide“ nordwestlich von Leuth (zwischen Venlo und Herongen) mit dem über tausend Hektar großen Bereich des ehemaligen Fliegerhorst Venlo-Herongen. Der 1941 gebaute Tower seht unter niederländischem Denkmalschutz. Auf deutscher Seite sind Ruinen ehemaliger Wärmehallen und Hangars erhalten und Rollwege noch gut erkennbar.
In den Jahren (1941 bis 1945) als Nachtjagdflugplatzgebiet genutzt, ist das Gebiet ein Erholungsraum für Spaziergänger, Radfahrer, Rollerskater, Segelflieger und Modellflieger.

## Wirtschaft

### Verkehr
Leuth ist gut erreichbar über die A 61 und die A 40 bzw. B 221. Mehrere gut ausgeschilderte Fahrradrouten erschließen von Leuth aus sowohl das niederländische Maastal wie auch die Ausflugsgebiete zwischen Nette, Niers und Maas.

### Gewerbe
Logistikunternehmen, ein Küchen- und Schlafzimmerbauer, ein Treppenbau-Unternehmen, Gärtnereien, Bauernläden und der Fischfutterhersteller Coppens International sind hier ansässig.

## Persönlichkeiten
- Gerhard Xylander (1555–1610), Priester und Domherr zu Köln
- Theresia Irmgard Sibilla von Oeyen (1696–1779), Äbtissin
- Heinrich Houben (1866–1941), Schriftsteller
- Helmut Peters (* 1938), Organist, wuchs in Leuth als Sohn des Küsters auf

## Belege
1. ↑  Daten & Fakten | Stadt Nettetal. Abgerufen am 1. September 2024.
2. ↑  GenWiki: Kanton Wankum
3. ↑  Johann Georg von Viebahn: Statistik und Topographie des Regierungs-Bezirks Düsseldorf. 1836, S. 113, abgerufen am 11. November 2022 (Digitalisat).
4. 1 2  Pfarrhaus: Altes Pfarrhaus Leuth (Memento vom 10. Mai 2023 im Internet Archive), nettetal.de
5. ↑  laut Leopold Henrichs und Johann Finken in ihrer 1884 herausgegebenen Leuth-Geschichte (siehe auch hier
6. ↑  Martin Bünermann: Die Gemeinden des ersten Neugliederungsprogramms in Nordrhein-Westfalen. Deutscher Gemeindeverlag, Köln 1970, S. 115.
7. ↑  Leuth freut sich über bessere Luft. Der Fischfutterhersteller Coppens überschreitet Grenzwerte für auftretende Gerüche dank neuer Biofilter nicht mehr. Westdeutsche Zeitung, 11. April 2017, abgerufen am 11. Januar 2025.
8. ↑  RP ONLINE: Nettetal: Wie Leuth seine neue Kirche bekam. 21. September 2011, abgerufen am 1. September 2024.